# Yoshikazu Gotō
Pour les articles homonymes, voir Goto.
Yoshikazu Gotō (後藤 義一, Gotō Yoshikazu) est un footballeur japonais né le 20 février 1964.